# Yoshito Watabe
Yoshito Watabe (jap. 渡部善斗 Watabe Yoshito; ur. 4 października 1991 w Hakubie) – japoński narciarz, specjalista kombinacji norweskiej, brązowy medalista olimpijski, medalista mistrzostw świata.

## Kariera
Po raz pierwszy na arenie międzynarodowej Yoshito Watabe pojawił się 15 lutego 2008 roku w zawodach Pucharu Świata B (obecnie Puchar Kontynentalny) w japońskiej miejscowości Iiyama. Zajął tam 32. miejsce w sprincie. Niecałe dwa tygodnie później wystartował na mistrzostwach świata juniorów w Zakopanem, gdzie był trzynasty w konkursie drużynowym, a w sprincie zajął 26. miejsce. Rok później, podczas mistrzostw świata juniorów w Štrbskim Plesie był między innymi siódmy w zawodach metodą Gundersena i ósmy w sztafecie. Najbliżej medalu był jednak na mistrzostwach świata juniorów w Hinterzarten w 2010 roku, gdzie wspólnie z kolegami z reprezentacji był czwarty w sztafecie. Indywidualnie plasował się tam na początku drugiej dziesiątki.
W Pucharze Świata zadebiutował 10 stycznia 2009 roku w Val di Fiemme, gdzie zajął 44. miejsce w starcie masowym. Wystartował także w Gundersenie dzień później, ale punktów również nie zdobył, wobec czego nie został uwzględniony w klasyfikacji generalnej. Pierwsze pucharowe punkty zdobył nieco ponad rok po swoim debiucie, 23 stycznia 2010 roku w Schonach, zajmując 27. miejsce w Gundersenie. Był to jego jedyny start w sezonie 2009/2010 i w klasyfikacji generalnej zajął ostatecznie 63. miejsce. W sezonie 2010/2011 punktował dwukrotnie, zdobywając w sumie 3 punkty i zajął 53. miejsce w klasyfikacji końcowej. Jak dotąd najlepsze wyniki w Pucharze Świata osiągnął w sezonie 2011/2012, który ukończył na 31. pozycji. Punktował w znacznej większości startów, najlepszy wynik osiągając 10 grudnia 2011 roku w Ramsau, gdzie był ósmy w Gundersenie.
Jego starszy brat – Akito również uprawia kombinację norweską.

## Osiągnięcia

### Igrzyska olimpijskie
| Miejsce | Dzień     | Rok  | Miejscowość | Konkurencja           | Wynik zwycięzcy | Strata  | Zwycięzca       |
| ------- | --------- | ---- | ----------- | --------------------- | --------------- | ------- | --------------- |
| 15.     | 12 lutego | 2014 | Soczi       | Gundersen HS106/10 km | 23:50,2         | +1:08,1 | Eric Frenzel    |
| 35.     | 18 lutego | 2014 | Soczi       | Gundersen HS140/10 km | 23:27,5         | +2:46,9 | Jørgen Gråbak   |
| 5.      | 21 lutego | 2014 | Soczi       | Sztafeta HS140/4x5 km | 46:48,5         | +1:17,1 | Norwegia        |
| 12.     | 14 lutego | 2018 | Pjongczang  | Gundersen HS109/10 km | 24:51,4         | +1:24,8 | Eric Frenzel    |
| 20.     | 20 lutego | 2018 | Pjongczang  | Gundersen HS140/10 km | 23:52,5         | +2:15,4 | Johannes Rydzek |
| 4.      | 22 lutego | 2018 | Pjongczang  | Sztafeta HS140/4x5 km | 46:09,8         | +2:08,8 | Niemcy          |
| 13.     | 9 lutego  | 2022 | Zhangjiakou | Gundersen HS106/10 km | 25:07,7         | +1:46,5 | Vinzenz Geiger  |
| 25.     | 15 lutego | 2022 | Zhangjiakou | Gundersen HS140/10 km | 27:13,3         | +2:57,4 | Jørgen Graabak  |
| 3.      | 17 lutego | 2022 | Zhangjiakou | Sztafeta HS140/4x5 km | 50:45,1         | +55,2   | Norwegia        |

### Mistrzostwa świata
| Miejsce | Dzień     | Rok  | Miejscowość      | Konkurencja                     | Wynik zwycięzcy | Strata  | Zwycięzca          |
| ------- | --------- | ---- | ---------------- | ------------------------------- | --------------- | ------- | ------------------ |
| 7.      | 20 lutego | 2015 | Falun            | Gundersen HS100/10 km           | 26:38,9         | +14,4   | Johannes Rydzek    |
| 6.      | 22 lutego | 2015 | Falun            | Sztafeta HS100/4x5 km           | 44:20,7         | +1:11,5 | Niemcy             |
| 18.     | 26 lutego | 2015 | Falun            | Gundersen HS134/10 km           | 22:45,8         | +48,2   | Bernhard Gruber    |
| 6.      | 28 lutego | 2015 | Falun            | Sprint drużynowy HS134/2x7.5 km | 38:31,6         | +1:25,7 | Francja            |
| 44.     | 24 lutego | 2017 | Lahti            | Gundersen HS100/10 km           | 26:19,6         | +3:42,9 | Johannes Rydzek    |
| 4.      | 26 lutego | 2017 | Lahti            | Sztafeta HS100/4x5 km           | 47:57,3         | +1:06,0 | Niemcy             |
| 15.     | 1 marca   | 2017 | Lahti            | Gundersen HS130/10 km           | 26:41,6         | +1:15,9 | Johannes Rydzek    |
| 3.      | 3 marca   | 2017 | Lahti            | Sprint drużynowy HS130/2x7,5 km | 28:45,8         | +10,2   | Niemcy             |
| 16.     | 22 lutego | 2019 | Seefeld in Tirol | Gundersen HS130/10 km           | 23:43,0         | +1:31,7 | Eric Frenzel       |
| 4.      | 24 lutego | 2019 | Seefeld in Tirol | Sprint drużynowy HS130/2x7,5 km | 28:29,5         | +56,4   | Niemcy             |
| 19.     | 28 lutego | 2019 | Seefeld in Tirol | Gundersen HS109/10 km           | 25:01,3         | +1:29,1 | Jarl Magnus Riiber |
| 4.      | 2 marca   | 2019 | Seefeld in Tirol | Sztafeta HS109/4x5 km           | 50:15,5         | +28,7   | Norwegia           |
| 16.     | 26 lutego | 2021 | Oberstdorf       | Gundersen HS106/10 km           | 23:01,2         | +1:35,4 | Jarl Magnus Riiber |
| 4.      | 28 lutego | 2021 | Oberstdorf       | Sztafeta HS106/4x5 km           | 43:57,7         | +2:13,4 | Norwegia           |
| 23.     | 4 marca   | 2021 | Oberstdorf       | Gundersen HS137/10 km           | 23:11,1         | +4:01,5 | Johannes Lamparter |
| 23.     | 25 lutego | 2023 | Planica          | Gundersen HS102/10 km           | 24:36,3         | +2:20,8 | Jarl Magnus Riiber |
| 7.      | 1 marca   | 2023 | Planica          | Sztafeta HS138/4x5 km           | 47:20,4         | +2:42,1 | Norwegia           |
| 23.     | 4 marca   | 2023 | Planica          | Gundersen HS138/10 km           | 23:42,6         | +4:12,6 | Jarl Magnus Riiber |
| 5.      | 7 marca   | 2025 | Trondheim        | Sztafeta HS138/4x5 km           | 50:37,7         | +3:15,9 | Niemcy             |

### Mistrzostwa świata juniorów
| Miejsce | Dzień       | Rok  | Miejscowość   | Konkurencja           | Wynik zwycięzcy | Strata  | Zwycięzca            |
| ------- | ----------- | ---- | ------------- | --------------------- | --------------- | ------- | -------------------- |
| 13.     | 28 lutego   | 2008 | Zakopane      | Sztafeta HS94/4x5 km  | 59:32,9         | +7:21,4 | Niemcy               |
| 26.     | 29 lutego   | 2008 | Zakopane      | Sprint HS94/5 km      | ?               | +2:24,5 | Tomaz Druml          |
| 7.      | 5 lutego    | 2009 | Štrbské Pleso | Sprint HS100/5 km     | 13:26,0         | +39,5   | Alessandro Pittin    |
| 8.      | 7 lutego    | 2009 | Štrbské Pleso | Sztafeta HS100/4x5 km | 53:17,3         | +3:38,3 | Norwegia             |
| 33.     | 8 lutego    | 2009 | Štrbské Pleso | Gundersen HS100/10 km | 28:31,7         | +3:37,4 | Alessandro Pittin    |
| 11.     | 27 stycznia | 2010 | Hinterzarten  | Sprint HS106/5 km     | 12:55,4         | +47,1   | Junshirō Kobayashi   |
| 4.      | 29 stycznia | 2010 | Hinterzarten  | Sztafeta HS106/4x5 km | 53:00,1         | +2:45,6 | Niemcy               |
| 14.     | 31 stycznia | 2010 | Hinterzarten  | Gundersen HS106/10 km | 29:43,5         | +1:38,6 | Ole Christian Wendel |

### Puchar Świata

#### Miejsca w klasyfikacji generalnej
- sezon 2008/2009: niesklasyfikowany
- sezon 2009/2010: 63.
- sezon 2010/2011: 53.
- sezon 2011/2012: 31.
- sezon 2012/2013: 15.
- sezon 2013/2014: 32.
- sezon 2014/2015: 18.
- sezon 2015/2016: 28.
- sezon 2016/2017: 24.
- sezon 2017/2018: 21.
- sezon 2018/2019: 22.
- sezon 2019/2020: 29.
- sezon 2020/2021: 22.
- sezon 2021/2022: 22.
- sezon 2022/2023: 27.
- sezon 2023/2024: 39.
- sezon 2024/2025: 48.

#### Miejsca na podium
| Nr | Data          | Miejscowość | Konkurencja           | Wynik zwycięzcy | Pozycja | Strata  | Zwycięzca    |
| -- | ------------- | ----------- | --------------------- | --------------- | ------- | ------- | ------------ |
| 1. | 15 marca 2013 | Oslo        | Gundersen HS134/10 km | 26:11.5 min     | 3.      | +22.2 s | Eric Frenzel |

### Puchar Kontynentalny

#### Miejsca w klasyfikacji generalnej
- sezon 2007/2008: 61.
- sezon 2008/2009: 49.
- sezon 2009/2010: 24.
- sezon 2010/2011: 47.

#### Miejsca na podium
Jak dotąd Watabe nie stał na podium indywidualnych zawodów Pucharu Kontynentalnego.

### Letnie Grand Prix

#### Miejsca w klasyfikacji generalnej
- 2012: 23.
- 2013: nie brał udziału
- 2014: 16.
- 2015: 17.
- 2016: 16.
- 2017: (23.)[15]
- 2018: (19.)[16]
- 2019: (12.)[17]

#### Miejsca na podium chronologicznie
| Nr | Data             | Miejscowość    | Konkurencja           | Wynik zwycięzcy | Pozycja | Strata | Zwycięzca    |
| -- | ---------------- | -------------- | --------------------- | --------------- | ------- | ------ | ------------ |
| 1. | 25 sierpnia 2019 | Oberwiesenthal | Gundersen HS106/10 km | 27:18.9 min     | 3.      | +3.6 s | Akito Watabe |